# William H. Hunt

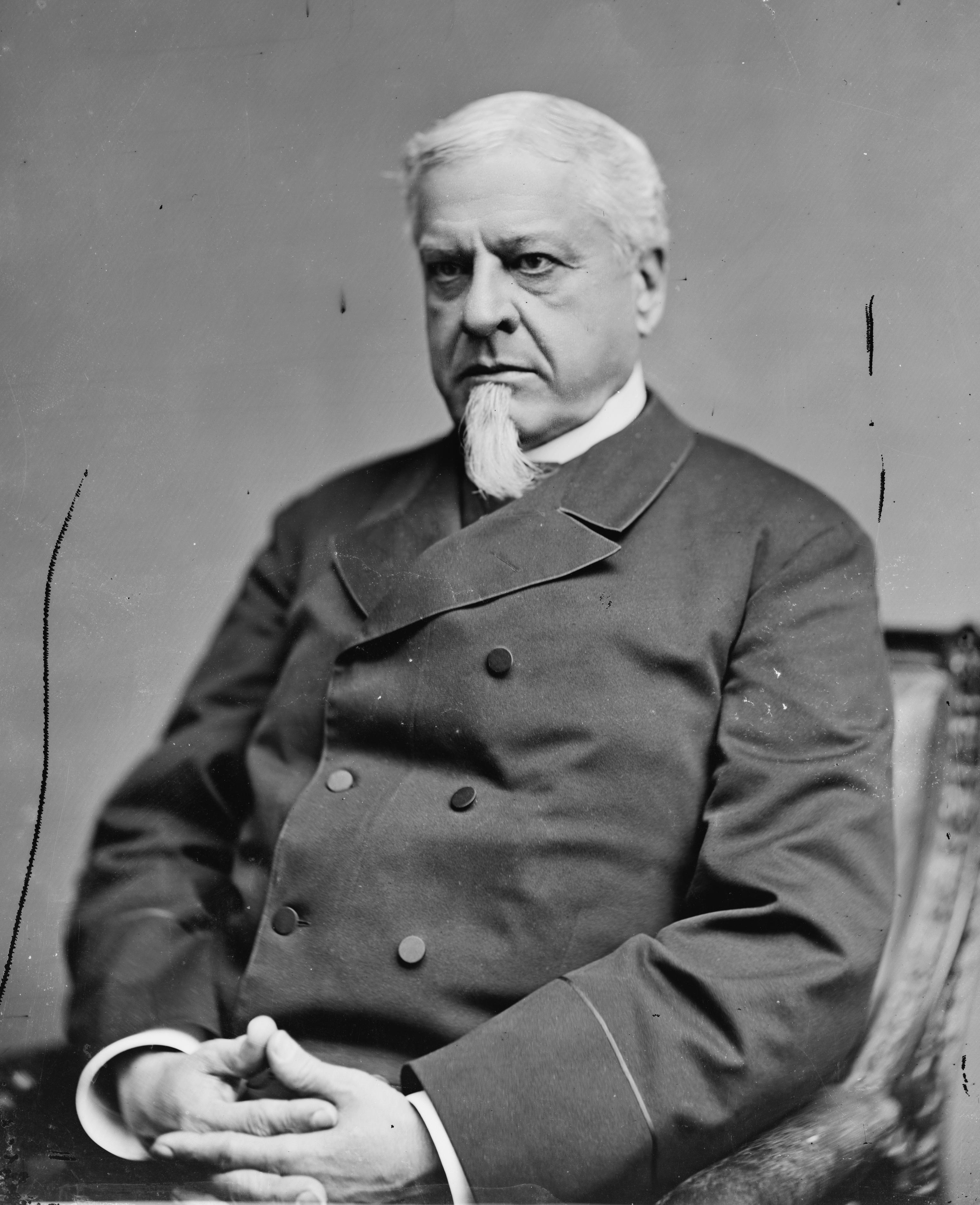
William H. Hunt

William Henry Hunt (* 12. Juni 1823 in Charleston, South Carolina; † 27. Februar 1884 in Sankt Petersburg, Russland) war ein US-amerikanischer Jurist und Politiker (Republikanische Partei), der dem Kabinett der Vereinigten Staaten zwischen 1881 und 1882 als Marineminister angehörte.

## Leben
William Hunt studierte Jura an der Yale University. Er schloss seine Ausbildung zum Anwalt in der Kanzlei seines Bruders in New Orleans ab; dort wurde er 1844 auch in die Anwaltskammer aufgenommen.
Er war ein Gegner der Sezession und Anhänger der Union, wurde aber nach Ausbruch des Bürgerkrieges trotzdem zum Dienst im Konföderiertenheer eingezogen und in den Rang eines Lieutenant Colonel erhoben. Es gelang ihm jedoch, sich aus militärischen Operationen herauszuhalten, bis New Orleans, wo er stationiert war, im April 1862 vor den Truppen von Navy-Admiral David Glasgow Farragut kapitulieren musste.

## Öffentliche Ämter
Im März 1876 wurde Hunt zum Attorney General des Bundesstaates Louisiana ernannt; im Juli desselben Jahres stellte er sich als Kandidat der Republikaner zur Wahl für dieses Amt. Sowohl seine Partei als auch die Demokraten reklamierten den Wahlsieg für sich, doch Hunt war schließlich der Verlierer, weil US-Präsident Rutherford B. Hayes der demokratischen Staatsregierung den Erfolg zusprach. Als eine Art Kompensation wurde Hunt am 15. Mai 1878 vom Präsidenten zum beisitzenden Bundesrichter am Court of Claims berufen.
Hayes’ Nachfolger James A. Garfield holte William Hunt als Secretary of the Navy in sein Kabinett. Als Minister erwarb er sich große Verdienste um die Marine, die nach dem Bürgerkrieg spürbar vernachlässigt worden war. Er berief das erste Naval Advisory Board ein, das die Aufgabe erhielt, die Navy neu zu organisieren, was angesichts von öffentlichem Desinteresse und fehlenden Geldern nicht einfach war.
Noch während seiner Bemühungen um die Modernisierung der Flotte wurde Hunt im April 1882 durch Chester A. Arthur, den Nachfolger des von einem Attentäter erschossenen Präsidenten Garfield, von seinem Posten abberufen und als Botschafter der Vereinigten Staaten nach Russland geschickt. Während er dieses Amt ausübte, verstarb er im Februar 1884 in Sankt Petersburg. Seine sterblichen Überreste wurden in die Vereinigten Staaten überführt und in Washington, D.C. beigesetzt.

## Würdigung
In Gedenken an den ehemaligen Marineminister wurden die Zerstörer Hunt (DD-194) und Hunt (DD-674) nach ihm benannt.